# Stirnradgetriebe

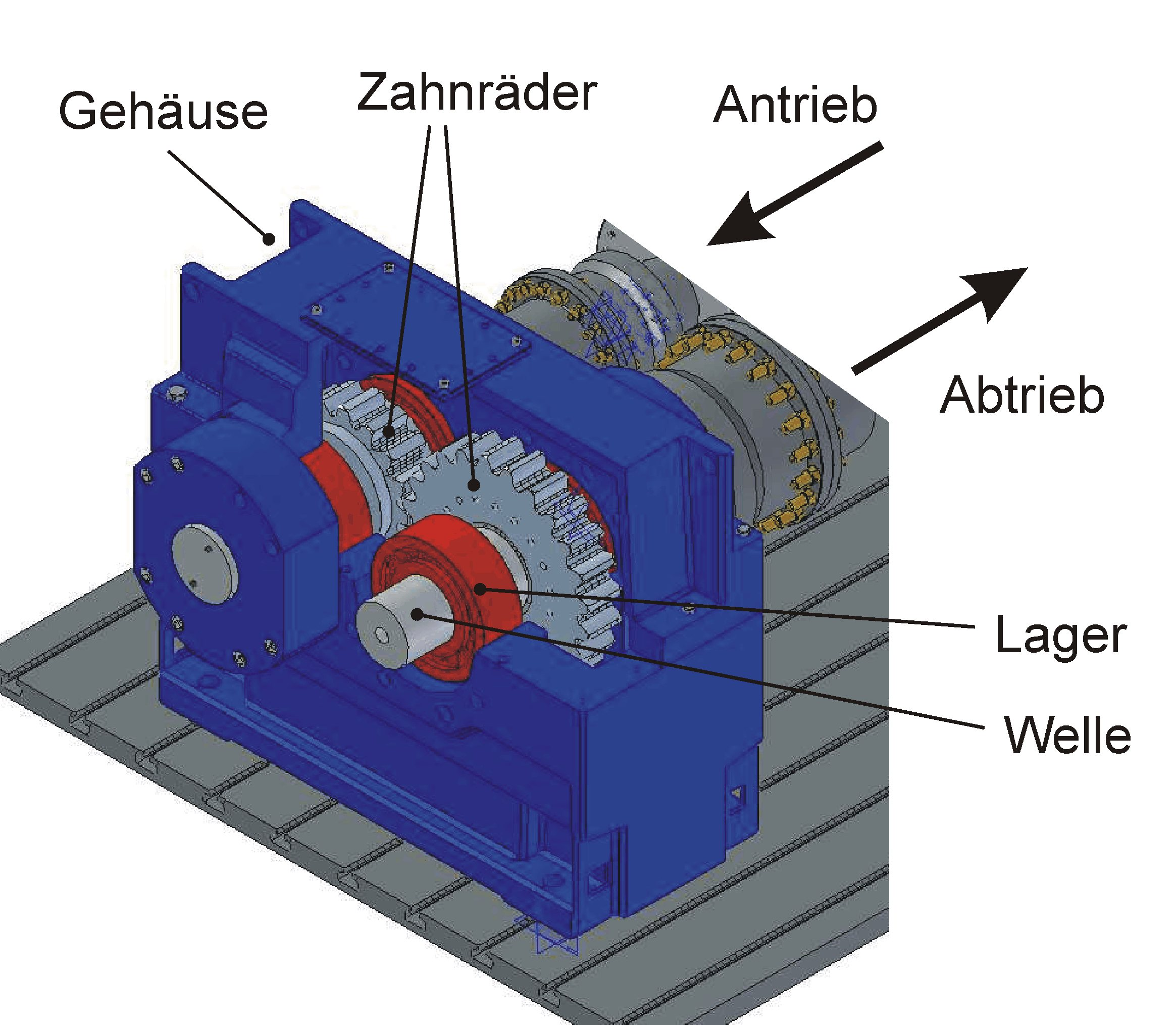
Skizze eines einstufigen Stirnradgetriebes

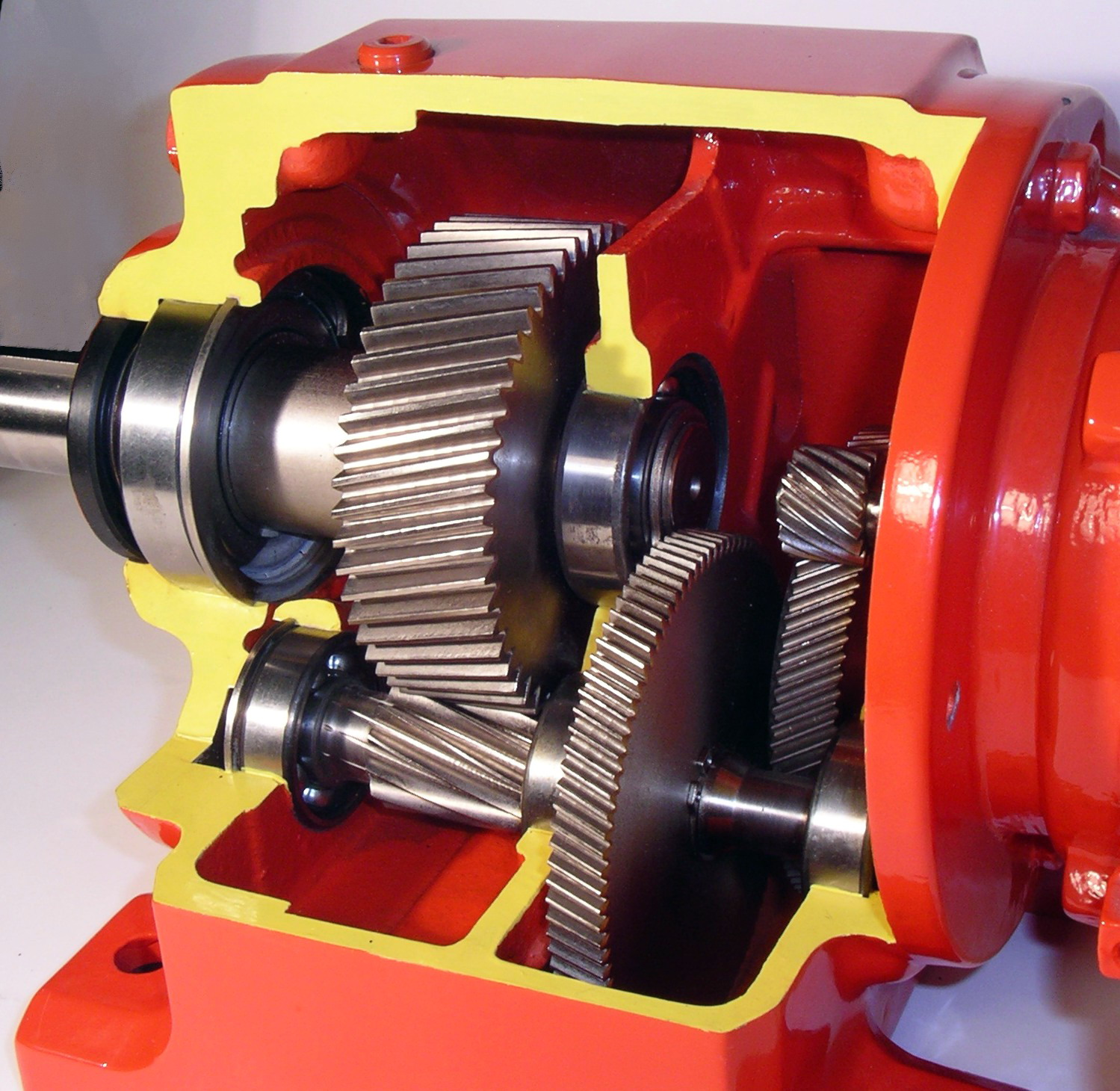
Schnitt durch ein dreistufiges Stirnradgetriebe (schrägverzahnt)

Das Stirnradgetriebe ist eine Getriebeform mit Stirnrädern auf parallelen Achsen. Einfachste Bauform ist das einstufige Stirnradgetriebe mit zwei Wellen, auf denen je ein Zahnrad sitzt. Durch Hinzufügen weiterer Zahnräder und Zwischenwellen können mehrstufige Getriebe gebildet werden.

## Einsatzgebiete sowie Vor- und Nachteile gegenüber anderen Getriebebauformen
Stirnradgetriebe sind weit verbreitet; sie kommen beispielsweise in Uhrwerken, Kfz-Schaltgetrieben bis zu großen Industriegetrieben zum Einsatz.
Ihre Vorteile bestehen in der relativ einfachen Bauweise, da wenige bewegte Teile zum Einsatz kommen und die außenverzahnten Stirnräder einfacher herzustellen sind als z. B. Hohlräder in Planetengetrieben oder Schnecken- oder Kegelräder sowie in der Robustheit und einem hohen Wirkungsgrad durch direkte, rein mechanische Übertragung.
Nachteil ist die kleine Übersetzung, die in einer Stufe realisierbar ist; üblicherweise lässt sich mit einer Stufe eine maximale Übersetzung von etwa sechs in der Praxis verwirklichen. Ein Stirnradgetriebe ist größer und damit auch schwerer als ein Planetengetriebe bei gleicher gegebener Übertragungsleistung; gegenüber Schneckengetrieben sind Stirnradgetriebe lauter.

## Gerad-, Schräg- und Pfeilverzahnung
Häufig werden in Stirnradgetrieben schräg verzahnte Zahnräder eingesetzt. Die Zähne verlaufen nicht parallel zur Getriebeachse, sondern schräg dazu. Kommt ein Zahnpaar (von Rad und Gegenrad) in Berührung, trägt es nicht direkt auf seiner ganzen Breite, wie dies bei geradverzahnten Stirnrädern ohne Profilkorrektur der Fall ist. Stattdessen steigt die belastete Zahnbreite beim Weiterdrehen der Räder langsam an, bis das Zahnpaar auf ganzer Breite trägt, und fällt beim Herausdrehen aus der Kontaktzone nur langsam wieder ab. Meist befinden sich bei schrägverzahnten Zahnradpaaren immer zwei oder mehr Zähne gleichzeitig in Kontakt, bei geradverzahnten Zahnradpaaren im Normalfall nur ein bis drei Zähne.
Bei Schrägverzahnungen treten also weniger harte Stöße beim Zahneingriff auf, dies führt zu geringeren Schwingungsanregungen und leiserem Lauf. Weiterhin ist die Zahnfuß- und Grübchentragfähigkeit etwas höher. Hören kann man den Unterschied oft bei älteren Autos. Im gerade verzahnten Rückwärtsgang macht das Getriebe deutlichere Geräusche als in einem der schräg verzahnten Vorwärtsgänge. Dies liegt neben der Geradverzahnung auch daran, dass beim Rückwärtsgang meist eine erheblich schlechtere Verzahnungsqualität in Kauf genommen wird und auf eine Nachbearbeitung nach dem Härten meist verzichtet wird. Nachteil der Schrägverzahnung ist eine etwas höhere Reibung, wodurch größere Verluste entstehen. Außerdem entstehen Axialkräfte, die die Zahnräder seitlich auseinanderschieben und deshalb eine aufwändigere Lagerung erforderlich machen.
Neben der Gerad- und Schrägverzahnung gibt es noch die Pfeilverzahnung, bei welcher zwei Schrägverzahnungen mit unterschiedlichen Schrägungsrichtungen, jedoch betragsmäßig gleichem Steigungswinkel nebeneinander angebracht werden. Durch diese Anordnung werden die für Schrägverzahnungen charakteristischen Axialkräfte vermieden, jedoch meist auf Kosten einer aufwendigeren Fertigung.

## Tragfähigkeitsberechnung
Das wichtigste und auch teuerste Bauteil eines Stirnradgetriebes ist normalerweise die Verzahnung. Die Tragfähigkeitsberechnung der Verzahnungen, d. h. der Nachweis ob das Getriebe eine bestimmte Leistung übertragen kann, erfolgt beispielsweise mit Hilfe der DIN 3990. Diese Berechnungsvorschrift ist durch weitreichende Praxiserfahrungen gut abgesichert und zuverlässig. Wesentliche Größen sind hierbei die Zahnflankenpressung und die Zahnfußspannung. Für thermoplastische Zahnräder kann die einfachere Richtlinie VDI 2736 (Blatt 2) verwendet werden. Es existieren zahlreiche weitergehende hochentwickelte Berechnungsverfahren, die z. B. die Verformung des Gehäuses, der Wellen oder der Zähne berücksichtigen und eine, bei kleiner Bauform, möglichst hohe durchsetzbare Leistung erlauben.
Ein wichtiger Faktor für die Tragfähigkeit der Verzahnung ist auch die Wahl der Schmierung. Während einfache Stirnradgetriebe nur durch ein Schmieröl geschmiert sind, bedürfen Hochleistungs-Stirnradgetriebe hochentwickelter Schmierstoffe, die direkt in die Verzahnung eingespritzt werden.